# Copa México 1956-57
La Copa México 1956-57 fue la 41.ª edición de la Copa México, la 14.ª en la era profesional.
El torneo empezó el 3 de marzo de 1957 y concluyó el 28 de abril de ese mismo año, en el cual el CA Zacatepec logró el título por primera vez.
En esta edición se jugaron rondas eliminatorias entre 13 equipos de Primera División y 3 de Segunda División.

## Sistema de competencia
Se utilizó un modelo tradicional de eliminación directa, donde el equipo con mayor número de goles en el marcador global avanzaba a la siguiente ronda.
Cada ronda se jugó a dos partidos, de visita recíproca. En caso de haya empate, se define con un tiempo extra y en caso de percistir, se llevará a cabo unos tiros desde el punto penal, que solamente lo pateará un jugador por bando.

## Cuadro de desarrollo
|  | Octavos de final | Octavos de final | Octavos de final |           |   | Cuartos de final | Cuartos de final | Cuartos de final |  |  | Semifinales      | Semifinales      | Semifinales      |  |  | Final       | Final       | Final       |
|  | 3 - 14 de marzo  | 3 - 14 de marzo  | 3 - 14 de marzo  |           |   | 16 - 24 de marzo | 16 - 24 de marzo | 16 - 24 de marzo |  |  | 31 - 14 de abril | 31 - 14 de abril | 31 - 14 de abril |  |  | 28 de abril | 28 de abril | 28 de abril |
|  |                  |                  |                  |           |   |                  |                  |                  |  |  |                  |                  |                  |  |  |             |             |             |
|  |                  |                  |                  |           |   |                  |                  |                  |  |  |                  |                  |                  |  |  |             |             |             |
|  |                  |                  |                  |           |   |                  |                  |                  |  |  |                  |                  |                  |  |  |             |             |             |
|  | América          | 5                | 0                |           |   |                  |                  |                  |  |  |                  |                  |                  |  |  |             |             |             |
|  | América          | 5                | 0                |           |   |                  |                  |                  |  |  |                  |                  |                  |  |  |             |             |             |
|  | Cuautla          | 2                | 1                |           |   |                  |                  |                  |  |  |                  |                  |                  |  |  |             |             |             |
|  | Cuautla          | 2                | 1                | América   | 3 | 0                |                  |                  |  |  |                  |                  |                  |  |  |             |             |             |
|  |                  |                  |                  |           | 3 | 0                |                  |                  |  |  |                  |                  |                  |  |  |             |             |             |
|  |                  | Toluca           | 0                | 1         |   |                  |                  |                  |  |  |                  |                  |                  |  |  |             |             |             |
|  | Toluca           | Toluca           | 0                | 1         | 3 | 1                |                  |                  |  |  |                  |                  |                  |  |  |             |             |             |
|  | Toluca           |                  |                  |           | 3 | 1                |                  |                  |  |  |                  |                  |                  |  |  |             |             |             |
|  | Irapuato         | 0                | 0                |           |   |                  |                  |                  |  |  |                  |                  |                  |  |  |             |             |             |
|  | Irapuato         | 0                | 0                | América   | 1 | 0                |                  |                  |  |  |                  |                  |                  |  |  |             |             |             |
|  |                  |                  |                  |           | 1 | 0                |                  |                  |  |  |                  |                  |                  |  |  |             |             |             |
|  |                  | Zacatepec        | 2                | 1         |   |                  |                  |                  |  |  |                  |                  |                  |  |  |             |             |             |
|  | Zacatepec        | Zacatepec        | 2                | 1         | 3 | 1                |                  |                  |  |  |                  |                  |                  |  |  |             |             |             |
|  | Zacatepec        |                  |                  |           | 3 | 1                |                  |                  |  |  |                  |                  |                  |  |  |             |             |             |
|  | Necaxa           | 1                | 1                |           |   |                  |                  |                  |  |  |                  |                  |                  |  |  |             |             |             |
|  | Necaxa           | 1                | 1                | Zacatepec | 2 | 0                |                  |                  |  |  |                  |                  |                  |  |  |             |             |             |
|  |                  |                  |                  |           | 2 | 0                |                  |                  |  |  |                  |                  |                  |  |  |             |             |             |
|  |                  | Morelia          | 0                | 1         |   |                  |                  |                  |  |  |                  |                  |                  |  |  |             |             |             |
|  | Morelia          | Morelia          | 0                | 1         | 2 | 0                |                  |                  |  |  |                  |                  |                  |  |  |             |             |             |
|  | Morelia          |                  |                  |           | 2 | 0                |                  |                  |  |  |                  |                  |                  |  |  |             |             |             |
|  | Atlante          | 0                | 1                |           |   |                  |                  |                  |  |  |                  |                  |                  |  |  |             |             |             |
|  | Atlante          | 0                | 1                | Zacatepec |   | 1                |                  |                  |  |  |                  |                  |                  |  |  |             |             |             |
|  |                  |                  |                  |           |   |                  |                  |                  |  |  |                  |                  |                  |  |  |             |             |             |
|  |                  | León             |                  | 0         |   |                  |                  |                  |  |  |                  |                  |                  |  |  |             |             |             |
|  | Atlas            | León             | 3                | 0         | 0 |                  |                  |                  |  |  |                  |                  |                  |  |  |             |             |             |
|  | Atlas            |                  |                  |           | 0 |                  |                  |                  |  |  |                  |                  |                  |  |  |             |             |             |
|  | Oro              | 3                | 3                |           |   |                  |                  |                  |  |  |                  |                  |                  |  |  |             |             |             |
|  | Oro              | 3                | 3                | Oro       | 2 | 0                |                  |                  |  |  |                  |                  |                  |  |  |             |             |             |
|  |                  |                  |                  |           | 2 | 0                |                  |                  |  |  |                  |                  |                  |  |  |             |             |             |
|  |                  | León             | 0                | 5         |   |                  |                  |                  |  |  |                  |                  |                  |  |  |             |             |             |
|  | León             | León             | 0                | 5         | 1 | 4                |                  |                  |  |  |                  |                  |                  |  |  |             |             |             |
|  | León             |                  |                  |           | 1 | 4                |                  |                  |  |  |                  |                  |                  |  |  |             |             |             |
|  | Guadalajara      | 0                | 2                |           |   |                  |                  |                  |  |  |                  |                  |                  |  |  |             |             |             |
|  | Guadalajara      | 0                | 2                | León      | 5 | 0                |                  |                  |  |  |                  |                  |                  |  |  |             |             |             |
|  |                  |                  |                  |           | 5 | 0                |                  |                  |  |  |                  |                  |                  |  |  |             |             |             |
|  |                  | Tampico          | 0                | 2         |   |                  |                  |                  |  |  |                  |                  |                  |  |  |             |             |             |
|  | Zamora           | Tampico          | 0                | 2         | 3 | 1                |                  |                  |  |  |                  |                  |                  |  |  |             |             |             |
|  | Zamora           |                  |                  |           | 3 | 1                |                  |                  |  |  |                  |                  |                  |  |  |             |             |             |
|  | Nacional         | 1                | 1                |           |   |                  |                  |                  |  |  |                  |                  |                  |  |  |             |             |             |
|  | Nacional         | 1                | 1                | Zamora    | 0 | 1                |                  |                  |  |  |                  |                  |                  |  |  |             |             |             |
|  |                  |                  |                  |           | 0 | 1                |                  |                  |  |  |                  |                  |                  |  |  |             |             |             |
|  |                  | Tampico (t.e.)   | 0                | 2         |   |                  |                  |                  |  |  |                  |                  |                  |  |  |             |             |             |
|  | Monterrey        | Tampico (t.e.)   | 0                | 2         | 3 | 0                |                  |                  |  |  |                  |                  |                  |  |  |             |             |             |
|  | Monterrey        |                  |                  |           | 3 | 0                |                  |                  |  |  |                  |                  |                  |  |  |             |             |             |
|  | Tampico          | 2                | 3                |           |   |                  |                  |                  |  |  |                  |                  |                  |  |  |             |             |             |

### Octavos de final
| 3 de marzo de 1957 | Atlas                        | 3:3 (1:1) | Oro                              | Parque Oro, Guadalajara   |                           |
|                    | Flores 22' · Vidrio 50', 57' |           | Hermosillo 9' · Carrera 74', 88' | Árbitro(s): Carlos Degrés | Árbitro(s): Carlos Degrés |

| 7 de marzo de 1957 | Oro                                        | 3:0 (2:0) (Global 6:3) | Atlas | Parque Oro, Guadalajara  |                          |
|                    | Naranjo 11' · Carrera 25' · Hermosillo 77' |                        |       | Árbitro(s): Eugenio Peña | Árbitro(s): Eugenio Peña |

| 3 de marzo de 1957 | Morelia           | 2:0 (0:0) | Atlante | Campo Morelia, Morelia |  |
|                    | Martínez 49', 89' |           |         |                        |  |

| 7 de marzo de 1957 | Atlante    | 1:0 (1:0) (Global 1:2) | Morelia | Estadio de la Ciudad de los Deportes, Ciudad de México |                               |
|                    | Ávalos 34' |                        |         | Árbitro(s): Rafael Valenzuela                          | Árbitro(s): Rafael Valenzuela |

| 3 de marzo de 1957 | Monterrey                                 | 3:2 (3:1) | Tampico       | Estadio Tecnológico, Monterrey |                            |
|                    | Salamanca 13', 40' · Imbelloni 16' (pen.) |           | Díaz 25', 88' | Árbitro(s): David González     | Árbitro(s): David González |

| 9 de marzo de 1957 | Tampico                                      | 3:0 (3:0) (Global 5:3) | Monterrey | Estadio Tampico, Tampico |  |
|                    | Molina 32' · Rodríguez 38' · Uzal 44' (a.g.) |                        |           |                          |  |

| 3 de marzo de 1957 | Toluca                               | 3:0 (1:0) | Irapuato | Estadio Héctor Barraza, Toluca de Lerdo |                              |
|                    | Láscarez 19' · Uñate 57' · Carús 78' |           |          | Árbitro(s): Antonio Quiñones            | Árbitro(s): Antonio Quiñones |

| 10 de marzo de 1957 | Irapuato | 0:1 (0:0) (Global 0:4) | Toluca    | Estadio Revolución, Irapuato |                           |
|                     |          |                        | Carús 84' | Árbitro(s): Felipe Buergo    | Árbitro(s): Felipe Buergo |

| 3 de marzo de 1957 | León     | 1:0 (1:0) | Guadalajara | Estadio La Martinica, León de Los Aldama |  |
|                    | Marik 6' |           |             |                                          |  |

| 10 de marzo de 1957 | Guadalajara              | 2:4 (1:2) (Global 2:5) | León                                              | Parque Oro, Guadalajara |                        |
|                     | Ponce 20' · Arellano 75' |                        | Fuentes 14' · Martinolli 25', 91' · Di Florio 65' | Árbitro(s): José Ayala  | Árbitro(s): José Ayala |

| 3 de marzo de 1957 | América                                                         | 5:2 (3:1) | Cuautla                    | Estadio Olímpico Universitario, Ciudad de México |  |
|                    | E. González 8', 80' · J. González 28' · Ochoa 30' · Buendía 70' |           | Arnauda 27' · Belmonte 57' |                                                  |  |

| 10 de marzo de 1957 | Cuautla    | 1:0 (0:0) (Global 3:5) | América | Estadio El Almeal, Cuautla de Morelos |  |
|                     | Farfán 82' |                        |         |                                       |  |

| 3 de marzo de 1957 | Zacatepec                                | 3:1 (1:1) | Necaxa  | Campo del Ingenio, Zacatepec de Hidalgo |  |
|                    | Candia 43' · Hernández 85' · Tedesco 90' |           | Fal 11' |                                         |  |

| 10 de marzo de 1957 | Necaxa     | 1:1 (1:1) (Global 2:4) | Zacatepec   | Estadio Olímpico Universitario, Ciudad de México |                           |
|                     | Molina 43' |                        | Tedesco 35' | Árbitro(s): Carlos Degrés                        | Árbitro(s): Carlos Degrés |

| 3 de marzo de 1957 | Zamora                      | 3:1 (2:1) | Nacional    | Estadio Moctezuma, Zamora de Hidalgo |                           |
|                    | Wence 26' · Franco 43', 55' |           | Lomelín 31' | Árbitro(s): Pedro Bastida            | Árbitro(s): Pedro Bastida |

| 14 de marzo de 1957 | Nacional   | 1:1 (1:1) (Global 2:4) | Zamora     | Parque Solidaridad, Guadalajara |                              |
|                     | Ortega 10' |                        | Franco 28' | Árbitro(s): Antonio Candelas    | Árbitro(s): Antonio Candelas |

### Cuartos de final
| 17 de marzo de 1957 | Zamora | 0:0 | Tampico | Estadio Moctezuma, Zamora de Hidalgo |  |
|                     |        |     |         | Árbitro(s): Oropeza                  |  |

| 23 de marzo de 1957 | Tampico                   | 2:1 (1:0 t. s.)(Global 2:1) | Zamora     | Estadio Tampico, Tampico |  |
|                     | Magnussi 38' · Lecca 113' |                             | Morales ?' |                          |  |

| 17 de marzo de 1957 | América                            | 3:0 (1:0) | Toluca | Estadio Héctor Barraza, Toluca de Lerdo |                             |
|                     | J. González 16' · Buendía 62', 89' |           |        | Árbitro(s): Fernando Buergo             | Árbitro(s): Fernando Buergo |

| 24 de marzo de 1957 | Toluca    | 1:0 (0:0) (Global 1:3) | América | Estadio Olímpico Universitario, Ciudad de México |                               |
|                     | Uñate 89' |                        |         | Árbitro(s): Rafael Valenzuela                    | Árbitro(s): Rafael Valenzuela |

| 17 de marzo de 1957 | Oro                        | 2:0 (1:0) | León | Parque Oro, Guadalajara   |                           |
|                     | Carrera 24' · Landeros 62' |           |      | Árbitro(s): Carlos Degrés | Árbitro(s): Carlos Degrés |

| 24 de marzo de 1957 | León                                                     | 5:0 (3:0) (Global 5:2) | Oro | Estadio La Martinica, León de Los Aldama |  |
|                     | Fuentes 11', 65', 67' · Di Florio 15' · De la Tijera 44' |                        |     |                                          |  |

| 17 de marzo de 1957 | Zacatepec                  | 2:0 (2:0) | Morelia | Campo del Ingenio, Zacatepec de Hidalgo |  |
|                     | Cabañas 25' · Cárdenas 32' |           |         |                                         |  |

| 24 de marzo de 1957 | Morelia             | 1:0 (0:0) (Global 1:2) | Zacatepec | Campo Morelia, Morelia    |                           |
|                     | Martínez 87' (pen.) |                        |           | Árbitro(s): Felipe Buergo | Árbitro(s): Felipe Buergo |

### Semifinales
| 31 de marzo de 1957 | León                                                     | 5:0 (3:0) | Tampico | Estadio La Martinica, León de Los Aldama |                             |
|                     | De la Tijera 7', 10', 34' · Martinolli 65' · Fuentes 69' |           |         | Árbitro(s): Arnulfo Sánchez              | Árbitro(s): Arnulfo Sánchez |

| 13 de abril de 1957 | Tampico                  | 2:0 (1:0) (Global 2:5) | León | Estadio Tampico, Tampico |  |
|                     | Morales 30' · Téllez 74' |                        |      |                          |  |

| 31 de marzo de 1957 | América          | 1:2 (1:1) | Zacatepec                    | Estadio Olímpico Universitario, Ciudad de México |                          |
|                     | Ortiz 32' (a.g.) |           | Martínez 42' · Tedesco 90+5' | Árbitro(s): Pablo Cortés                         | Árbitro(s): Pablo Cortés |

| 14 de abril de 1957 | Zacatepec         | 1:0 (0:0) (Global 3:1) | América | Campo del Ingenio, Zacatepec de Hidalgo |                          |
|                     | Candia 77' (pen.) |                        |         | Árbitro(s): Eugenio Peña                | Árbitro(s): Eugenio Peña |

### Final
| 28 de abril de 1957 | Zacatepec   | 1:0 (1:0) | León | Estadio de la Ciudad de los Deportes, Ciudad de México |                               |
|                     | Cabañas 30' |           |      | Árbitro(s): Rafael Valenzuela                          | Árbitro(s): Rafael Valenzuela |

|                              |
| Campeón Zacatepec 1.o título |

## Goleadores
| Jugador             | Club      | Goles |
| ------------------- | --------- | ----- |
| Juan Fuentes        | León      | 5     |
| Mateo de la Tijera  | León      | 4     |
| Juan Carlos Carrera | Oro       | 4     |
| Genaro Tedesco      | Zacatepec | 3     |
| Rodolfo Franco      | Zamora    | 3     |
| Oswaldo Martinolli  | León      | 3     |
| Zacarías Martínez   | Morelia   | 3     |